# Cingula alaskana
Cingula alaskana är en snäckart som beskrevs av Bartsch 1912. Cingula alaskana ingår i släktet Cingula och familjen Rissoidae. Inga underarter finns listade i Catalogue of Life.